# Tetraneurinae
 Tetraneurinae   Rydb., 1915 è una sottotribù di piante angiosperme dicotiledoni della famiglia delle Asteraceae (sottofamiglia Asteroideae e tribù Helenieae).

## Etimologia
Il nome scientifico della sottotribù deriva dal suo genere più importante (Tetraneuris Greene., 1898 ) la cui etimologia  deriva da due parole greche: ”tetras“ ( = quattro) e ”neuron“ ( = nervi) e fa riferimento alla nervatura delle corolle dei fiori di questa sottotribù.
La sottotribù è stata definita dal botanico americano (svedese di nascita) Per Axel Rydberg (1860 - 1931) in una pubblicazione del 1915.

## Descrizione

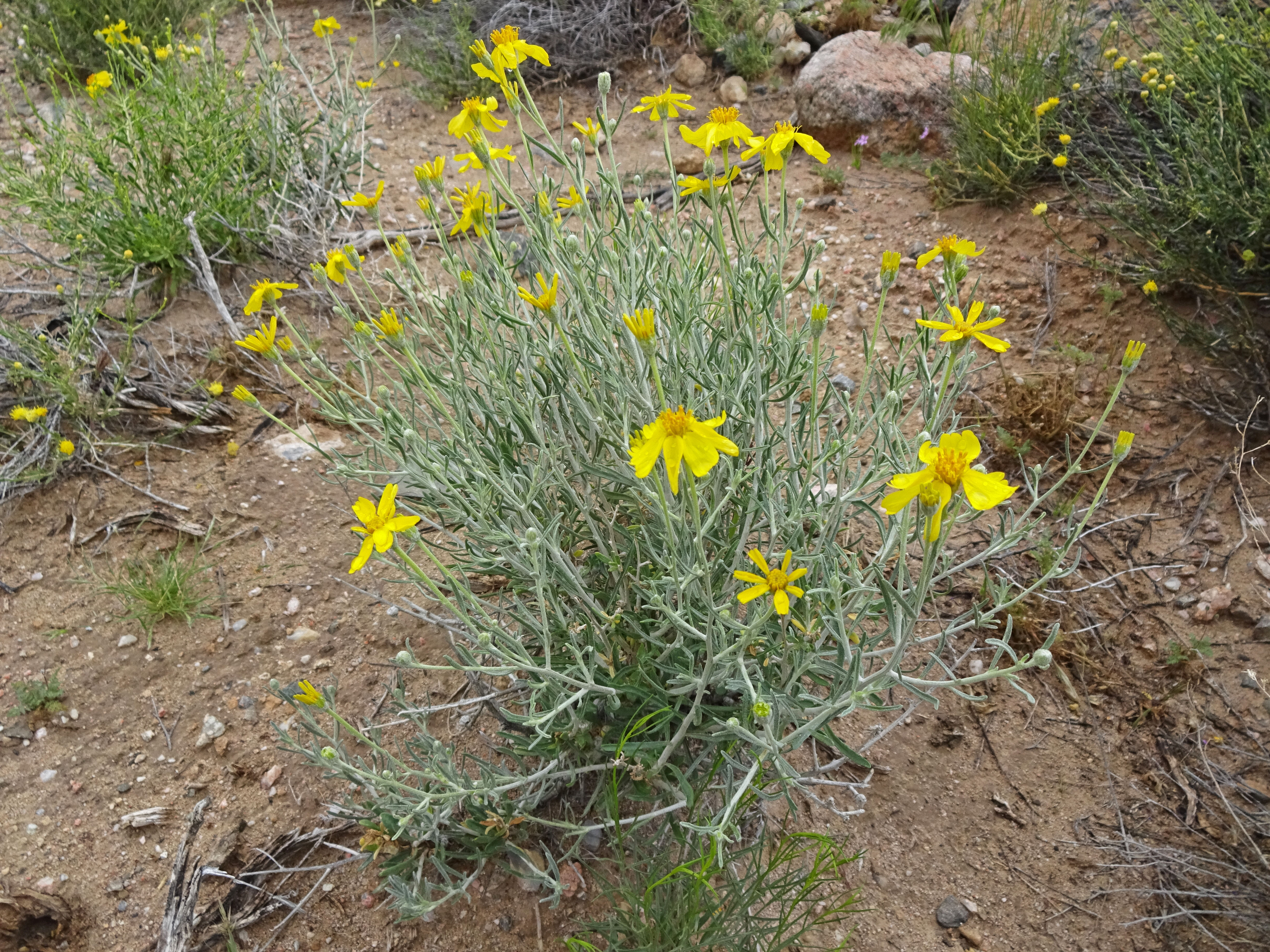
Il portamento
Psilostrophe cooperi

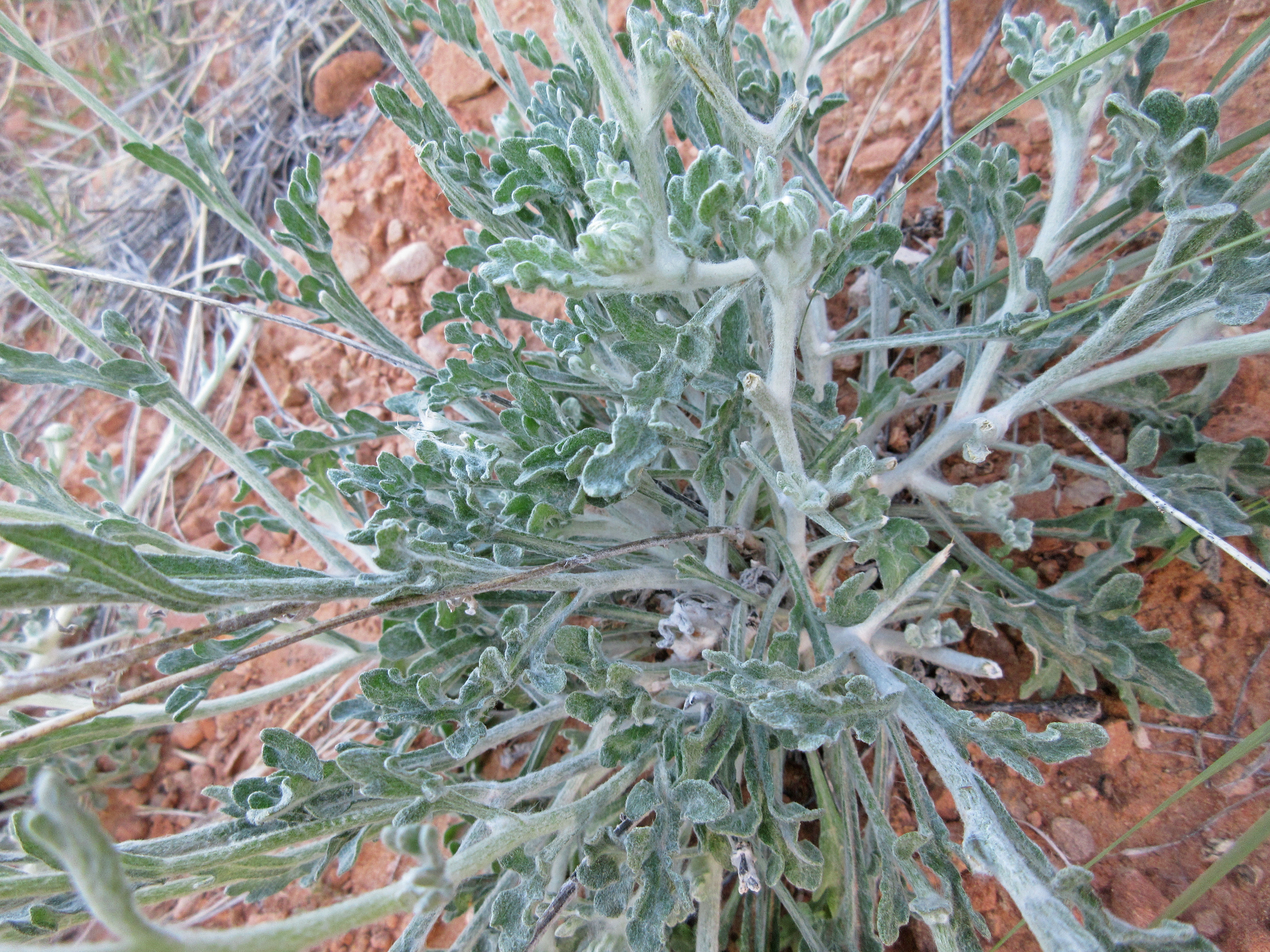
Le foglie
Baileya multiradiata

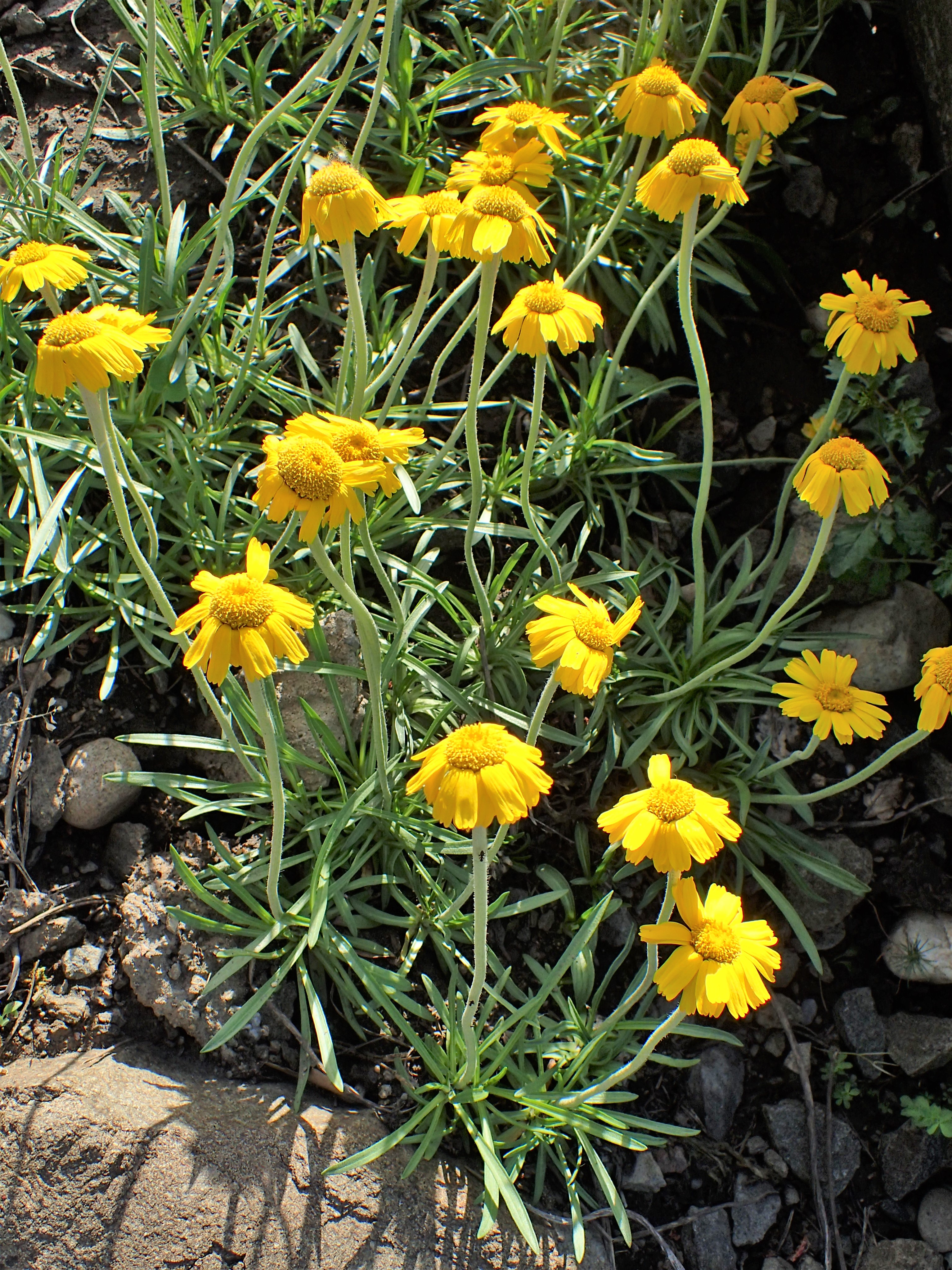
Infiorescenza
Hymenoxys grandiflora

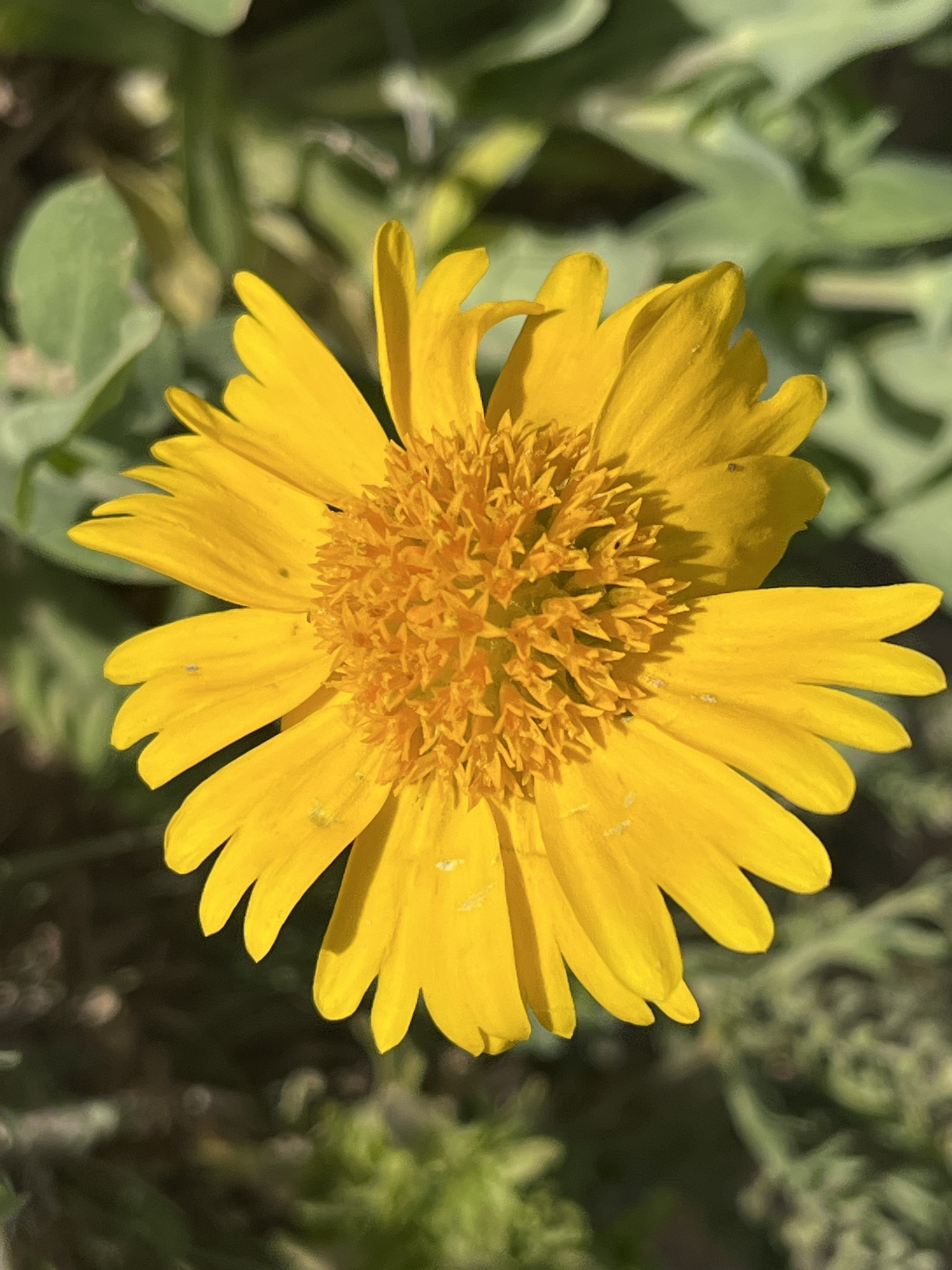
I fiori
Amblyolepis setigera

Portamento. Le specie di questa sottotribù hanno un ciclo biologico annuale, bienne o perenne; l'habitus può essere erbaceo, cespitoso o arbustivo. In alcune specie le radici principali sono legnose, in altre sono provviste di robusti rizomi (Hymenoxys). Sono inoltre piante senza lattice.
Fusto. La parte aerea in genere è eretta, semplice o ramosa. L'altezza di queste piante varia da 2 a 150 cm. 
Foglie. Le foglie possono essere sia basali che cauline. In genere quelle basali sono picciolate. Quelle cauline sono disposte in modo alterno e sono amplessicauli. La lamina è intera con forme lanceolate, ovali o spatolate con margini dentati oppure no o sezionata, in alcuni casi è pennatifida oppure 1-2- pennata. Le superfici possono essere sia glabre che pelose oppure ricoperte da ghiandole puntate.
Infiorescenza. Le sinflorescenze sono sia scapose che composte da diversi capolini raccolti in formazioni aperte, o in sinflorescenze panicolate (fino a 45 capolini in Amblyolepis) o corimbose. Le infiorescenze vere e proprie sono composte da un capolino terminale peduncolato o sessile di tipo generalmente radiato o raramente discoide, normalmente con fiori eterogami. I capolini sono formati da un involucro, con forme da cilindriche a campanulate (o globose), ma anche da cilindrica a obconica (Psilostrophe), composto da diverse brattee, al cui interno un ricettacolo fa da base ai fiori di due tipi: fiori del raggio e fiori del disco. Le brattee da 5 a 60, sono piatte, a consistenza erbacea talvolta con margini scariosi, con forme variabili da strettamente ellittiche a lanceolate e sono disposte in modo più o meno embricato su 1-3 serie. In alcune specie persistenti (Baileya e 'Hymenoxys). Il ricettacolo è privo di pagliette a protezione della base dei fiori (raramente in Amblyolepis le pagliette dei fiori più esterni sono presenti); la forma del ricettacolo varia da globosa a ovoidale, ma anche da piatta a convessa. Diametro dell'involucro: 2 – 32 mm.
Fiori.  I fiori sono tetra-ciclici (formati cioè da 4 verticilli: calice – corolla – androceo – gineceo) e pentameri (calice e corolla formati da 5 elementi). Si distinguono in:
- fiori del raggio (esterni): da 5 a 55 (da 1 a 8 in  Psilostrophe), sono femminili, fertili e sono disposti su una o più serie; la forma è ligulata (zigomorfa);
- fiori del disco (centrali): sono più numeros, da 10 a 100 (massimo 400 in Hymenoxys), con forme brevemente tubulose (attinomorfe); sono ermafroditi e fertili.

- Formula fiorale:

*/x K {\displaystyle \infty }, [C (5), A (5)], G 2 (infero), achenio 
- Calice: i sepali del calice sono ridotti ad una coroncina di squame.

- Corolla:

- fiori del raggio: la forma della corolla alla base è più o meno tubulosa-imbutiforme, mentre all'apice è ligulata; la ligula può terminare con alcuni denti da 3 a 5 con apici ottusi o troncati; i colori sono giallo e giallo-arancio;
- fiori del disco: la forma è tubulare/campanulata bruscamente divaricata in 5 lobi; i lobi, patenti o eretti, hanno una forma deltata o più o meno lanceolata; i colori sono giallo e giallo-bruno.

- Androceo: l'androceo è formato da 5 stami sorretti da filamenti generalmente liberi; gli stami sono connati e formano un manicotto circondante lo stilo; le teche, produttrici del polline, alla base sono troncate e sono lievemente auricolate; molto raramente sono speronate o hanno una coda. Le appendici delle antere variano da strettamente ovate a rotonde o fortemente carenate; le cellule delle appendici sono per lo più sclerificate. Il tessuto endoteciale, rivestimento interno dell'antera, è quasi sempre polarizzato con due superfici distinte: una verso l'esterno e una verso l'interno. Il polline è sferico con un diametro medio di circa 25 micron;  è tricolporato con tre aperture sia di tipo a fessura che tipo isodiametrica o poro ed è echinato con punte sporgenti e divergenti.

- Gineceo: l'ovario è infero uniloculare formato da 2 carpelli. Lo stilo, il recettore del polline, è profondamente bifido con due stigmi divergenti e con le linee stigmatiche marginali separate e parallele. I due bracci dello stilo hanno una forma da lanceolata a deltoide e possono essere papillosi o ricoperti da ciuffi di peli.

Frutti. I frutti sono degli acheni con o senza pappo. L'achenio ha una forma obconica o obpiramidale con al massimo 10 coste longitudinali; la superficie è glabra o densamente pubescente oppure ghiandolosa. Il pappo, se presente, è formato da scaglie (da 2 a 11) a forma ovata; le scaglie sono inoltre acuminate o aristate (in Hymenoxys).

## Biologia
Impollinazione: l'impollinazione avviene tramite insetti (impollinazione entomogama tramite farfalle diurne e notturne).

Riproduzione: la fecondazione avviene fondamentalmente tramite l'impollinazione dei fiori (vedi sopra).

Dispersione: i semi (gli acheni) cadendo a terra sono successivamente dispersi soprattutto da insetti tipo formiche (disseminazione mirmecoria). In questo tipo di piante avviene anche un altro tipo di dispersione: zoocoria. Infatti gli uncini delle brattee dell'involucro (se presenti) si agganciano ai peli degli animali di passaggio disperdendo così anche su lunghe distanze i semi della pianta. Inoltre per merito del pappo (se presente) il vento può trasportare i semi anche a distanza di alcuni chilometri (disseminazione anemocora).

## Distribuzione e habitat
La distribuzione delle specie di questa sottotribù è ristretta soprattutto all'areale del Messico del nord e USA meridionale (zone temperate secche con habitat aridi o semi-aridi).

## Sistematica
La famiglia di appartenenza di questa voce (Asteraceae o Compositae, nomen conservandum) probabilmente originaria del Sud America, è la più numerosa del mondo vegetale, comprende oltre 23.000 specie distribuite su 1.535 generi, oppure 22.750 specie e 1.530 generi secondo altre fonti (una delle checklist più aggiornata elenca fino a 1.679 generi). La famiglia attualmente (2021) è divisa in 16 sottofamiglie; la sottofamiglia Asteroideae è una di queste e rappresenta l'evoluzione più recente di tutta la famiglia.

### Filogenesi
La tribù di questa voce (Helenieae) è una delle 21 tribù della sottofamiglia Asteroideae). Da un punto di vista filogenetico, Helenieae, all'interno della sottofamiglia, fa parte del gruppo "Helianthodae" (o anche “Heliantheae Alliance”).
Questo gruppo si distingue soprattutto per le brattee involucrali disposte su 1 – 3 serie, per le teche delle antere che sono spesso annerite e senza speroni e code, per la presenza di peli sotto la divisione dello stilo, per i rami dello stilo (gli stigmi) s'incurvano a maturità e per le appendici dello stilo che sono solitamente più corte della porzione stigmatica (tranne in Eupatoriaea).
All'interno della tribù, da un punto di vista filogenetico, la sottotribù occupa una posizione interna (il "core") ed è “sorella” della sottotribù Gaillardiinae. La struttura interna filogenetica della sottotribù indica il genere Baileya “fratello” del resto del gruppo, all'interno del quale i generi  Psilostrophe / Ovicula occupano il "core" della sottotribù, e risultano “fratelli” degli altri tre generi restanti.
Il cladogramma a lato basato su alcune specie del gruppo dimostra la posizione filogenetica dei generi.
|  | Psilostrophe |
|  |              |
|  | Ovicula      |
|  |              |

|  | \| \| Tetraneuris \| \| \| \| \| \| Amblyolepis \| \| \| \| |
|  |                                                             |
|  | Hymenoxys                                                   |
|  |                                                             |
|  | Tetraneuris                                                 |
|  |                                                             |
|  | Amblyolepis                                                 |
|  |                                                             |

|  | Tetraneuris |
|  |             |
|  | Amblyolepis |
|  |             |

|  | Psilostrophe |
|  |              |
|  | Ovicula      |
|  |              |

|  | \| \| Tetraneuris \| \| \| \| \| \| Amblyolepis \| \| \| \| |
|  |                                                             |
|  | Hymenoxys                                                   |
|  |                                                             |
|  | Tetraneuris                                                 |
|  |                                                             |
|  | Amblyolepis                                                 |
|  |                                                             |

|  | Tetraneuris |
|  |             |
|  | Amblyolepis |
|  |             |

|  | Psilostrophe |
|  |              |
|  | Ovicula      |
|  |              |

|  | \| \| Tetraneuris \| \| \| \| \| \| Amblyolepis \| \| \| \| |
|  |                                                             |
|  | Hymenoxys                                                   |
|  |                                                             |
|  | Tetraneuris                                                 |
|  |                                                             |
|  | Amblyolepis                                                 |
|  |                                                             |

|  | Tetraneuris |
|  |             |
|  | Amblyolepis |
|  |             |

|  | Psilostrophe |
|  |              |
|  | Ovicula      |
|  |              |

|  | \| \| Tetraneuris \| \| \| \| \| \| Amblyolepis \| \| \| \| |
|  |                                                             |
|  | Hymenoxys                                                   |
|  |                                                             |
|  | Tetraneuris                                                 |
|  |                                                             |
|  | Amblyolepis                                                 |
|  |                                                             |

|  | Tetraneuris |
|  |             |
|  | Amblyolepis |
|  |             |

I caratteri distintivi delle specie di questa sottotribù sono:
- le brattee sono erette all'antesi;
- le venature delle corolle s'incontrano agli apici dei lobi;
- le appendici delle antere sulla faccia abassiale sono ricoperte da tricomi ghiandolari.

Il numero cromosomico delle specie di questa sottotribù varia da 2n = 30 fino a 2n = 38.

### Composizione della sottotribù
La sottotribù Tetraneurinae comprende 6 generi e 46 specie.
| Genere                                | N. specie                                  | Distribuzione                                       | Caratteri più significativi | Fiori |
| ------------------------------------- | ------------------------------------------ | --------------------------------------------------- | --- | ----- |
| Amblyolepis DC., 1836                 | Una specie: Amblyolepis setigera DC., 1836 | Texas e Messico nord-est                            | Il portamento è erbaceo annuale. - La forma delle foglie è oblanceolata o largamente spatolata. - Le brattee dell'involucro sono disposte su due serie. - Gli acheni hanno 10 prominenti coste longitudinali.                        |       |
| Baileya Harv. & A.Gray ex Torr., 1848 | 3                                          | Messico e USA (versante del Pacifico)               | Le lamine fogliari sono lanose, per lo più con forme trilobate o pennate. - I fiori de raggio hanno delle corolle gialle e arancioni con nervature gialle o marrone. - Il pappo è assente.                                           |       |
| Hymenoxys Cass., 1828                 | 26                                         | America versante del Pacifico del nord e del sud    | Le foglie sono glabre o tomentose. - Le brattee esterne sono parzialmente connate. - Le corolle dei fiori del raggio sono decidue.                                                                                                   |       |
| Ovicula Manley, 2025                  | Una specie: Ovicula biradiata Manley, 2025 | Tra il confine USA e Messico (deserto di Chihuahua) | Il portamento delle piante è minuto, annuale, densamente lanoso e sono alte 1-2 cm. - I rami laterali sono prostrati. - Lle foglie basali sono densamente fitte. - I fiori de raggio sono 2 con corolle bianche e nervature marrone. |       |
| Psilostrophe DC., 1838                | 7                                          | Messico settentrionale e USA occidentale            | Il portamento delle piante, lanose, non è scaposo. - I fiori del raggio sono 1-6, quelli del disco 5-17. - Il pappo è formato da 4-8 scaglie ialine.                                                                                 |       |
| Tetraneuris Greene, 1898              | 9                                          | USA occidentali e Canada                            | Il portamento delle piante, lanose, è scaposo. - Le foglie sono intere. - I fiori del raggio sono 7-27, quelli del disco 20-200 |       |

### Tabella sinottica morfologica per i generi
In questa tabella vengono messi a confronto alcuni caratteri dei generi della sottotribù.
| Carattere/Genere           | Hymenoxys                                              | Tetraneuris                                                  | Amblyolepis                                          | Psilostrophe                                                | Ovicula                                                 | Baileya                                                           |
| -------------------------- | ------------------------------------------------------ | ------------------------------------------------------------ | ---------------------------------------------------- | ----------------------------------------------------------- | ------------------------------------------------------- | ----------------------------------------------------------------- |
| Portamento                 | Annuale (bienne) o perenne                             | Annuale o perenne                                            | Annuale                                              | Bienne o perenne - Arbustivo                                | Annuale effimero                                        | Annuale (bienne) o perenne                                        |
| Fusto Altezza              | Eretto, glabro o peloso 5-120 cm                       | Eretto (piante acaulescenti), variamente peloso 5-50 cm      | Eretto/decombente, poco pelose 12-50 cm              | Eretto, densamente lanoso 8-50 cm                           | Prostrato, densamente lanoso 1-4 cm                     | Eretto, lanoso 15-75 cm                                           |
| Foglie                     | Basali e cauline, semplici o con lobi, glabre o pelose | Basali e cauline, da lineari a lanceolate, glabre o pelose   | Cauline, da lineari a spatolate, pelose              | Basali e cauline, da lineari a spatolate, variamente lanose | Basali, ovate, densamente lanose                        | Basali e cauline, da lineari a ovate (pennate), densamente lanose |
| Capolini                   | Singoli o molti                                        | Singoli o molti                                              | Singoli                                              | Singoli o raggruppati variamente                            | Singoli e sessili                                       | Singoli o molti                                                   |
| Brattee Diametro involucro | 2-3 serie, variamente pelose 2,5-30 mm                 | 3 serie, variamente pelose 6-20 mm                           | 2 serie, moderatamente pelose 12-20 mm               | 1-2 serie, densamente lanose 2-7 mm                         | 3 serie, densamente lanose 4-6 mm                       | 2 serie, moderatamente lanose 5-25 mm                             |
| Fiori del raggio           | 8-13                                                   | 0, 7-27                                                      | 8-13                                                 | 1-8                                                         | 2                                                       | 5-7 o 20-55                                                       |
| Fiori del disco            | 25-50                                                  | 20-250                                                       | 20-50                                                | 5-25                                                        | 10-12                                                   | 10-20 o 40-100                                                    |
| Acheni Lunghezza           | Da obconici a piramidali, glabri o pelosi 1,4-4,7 mm   | Da obconici a obpiramidali, moderatamente tomentosi 1,5-4 mm | Obconici con 10 coste, densamente tomentosi 3-4,5 mm | cilindrici o obpiramidali, variamente vilosi 2,5-4 mm       | Da obconici a piramidali, densamente tomentosi 1,5-2 mm | Strettamente obpiramidali, ghiandolosi 3-4 mm                     |
| Pappo                      | 0, 2-11 scaglie più o meno aristate                    | 4-8 scaglie aristate                                         | 5-6 scaglie oavate                                   | 4-8 scaglie ellittiche                                      | 5 scaglie ovali                                         | Assente                                                           |
| Numeri cromosomici         | 2n=30                                                  | 2n=30                                                        | 2n=38                                                | 2n=32                                                       | ?                                                       | 2n=32                                                             |

### Chiave per i generi
Per meglio comprendere ed individuare i vari generi della sottotribù l'elenco seguente utilizza il sistema delle chiavi analitiche:
- 1A: il portamento è erbaceo annuale; la forma delle foglie è oblanceolata o largamente spatolata; le brattee dell'involucro sono disposte su due serie; gli acheni hanno 10 coste longitudinali;

Amblyolepis.
- 1B: il portamento è erbaceo annuale, bienne o perenne; la forma delle foglie è varia; le brattee dell'involucro sono disposte su 1-3 serie; gli acheni hanno 2-5 coste longitudinali;

- 2A: le foglie sono glabre o tomentose; le brattee esterne sono parzialmente connate; le corolle dei fiori del raggio sono decidue;

Hymenoxys.
- 2B: le foglie sono lanose o densamente tomentose; le brattee esterne sono distinte; le corolle dei fiori del raggio sono persistenti;

- 3A: il portamento delle piante è minuto, annuale, densamente lanoso e sono alte 1-2 cm; i rami laterali sono prostrati; le foglie basali sono densamente fitte; i fiori de raggio sono 2 con corolle bianche e nervature marrone;

Ovicula.
- 3B: il portamento delle piante è annuale, bienne o perenne alte 5-100 cm; i fusti sono eretti e ascendenti; le foglie, basali o cauline, sono densamente lanose oppure no, con forme da intere a pennato-lobate; i fiori de raggio sono 1-55 con corolle gialle e arancioni e nervature gialle o marrone;

- 4A: le lamine fogliari sono lanose, per lo più con forme trilobate o pennate; il pappo è assente;

Baileya.
- 4B: le lamine fogliari variano da tomentose a lanose con margini interi; il pappo è formato da 4-8 scaglie ialine;

- 5A: il portamento delle piante è scaposo e leggermente lanoso; i fiori del raggio sono 7-27, quelli del disco 20-200;

Tetraneuris.
- 5B: il portamento delle piante, lanose, non è scaposo; i fiori del raggio sono 1-6, quelli del disco 5-17;

Psilostrophe.

### Sinonimi
L'entità di questa voce ha avuto nel tempo diverse nomenclature. L'elenco seguente indica alcuni tra i sinonimi più frequenti:
- Sottotribù Riddelliinae A.Gray, 1884
- Sottotribù Psilostrophinae B.L. Turner & A.M. Powell, 1978